# Широка Гребля (Вінницький район)
Широка Гре́бля — село в Україні, у Вінницькому районі Вінницької області. Входить до складу Якушинецької сільської громади. Розташоване за 20 км від Вінниці і за 8 км від залізничної станції Гнівань.
Назву село дістало від греблі на річці Ровці. Перші письмові відомості про Широку Греблю належать до XVIII століття.
Є середня школа, клуб, бібліотека, медпункт.

## Населення
Згідно з переписом УРСР 1989 року чисельність наявного населення села становила 591 особу, з яких 226 чоловіків та 369 жінок.
За переписом населення України 2001 року в селі мешкало 599 осіб.

### Мова
Розподіл населення за рідною мовою за даними перепису 2001 року:
| Мова       | Відсоток |
| ---------- | -------- |
| українська | 98,66 %  |
| російська  | 1,34 %   |

## Видатні люди
В поселенні народились:
- Баленко Микола Пилипович (1921—1994) — Герой Радянського Союзу.
- Іваницький Сергій Митрофанович (1874 — після 1945) — один із засновників Подільської губернської «Просвіти».

## Галерея

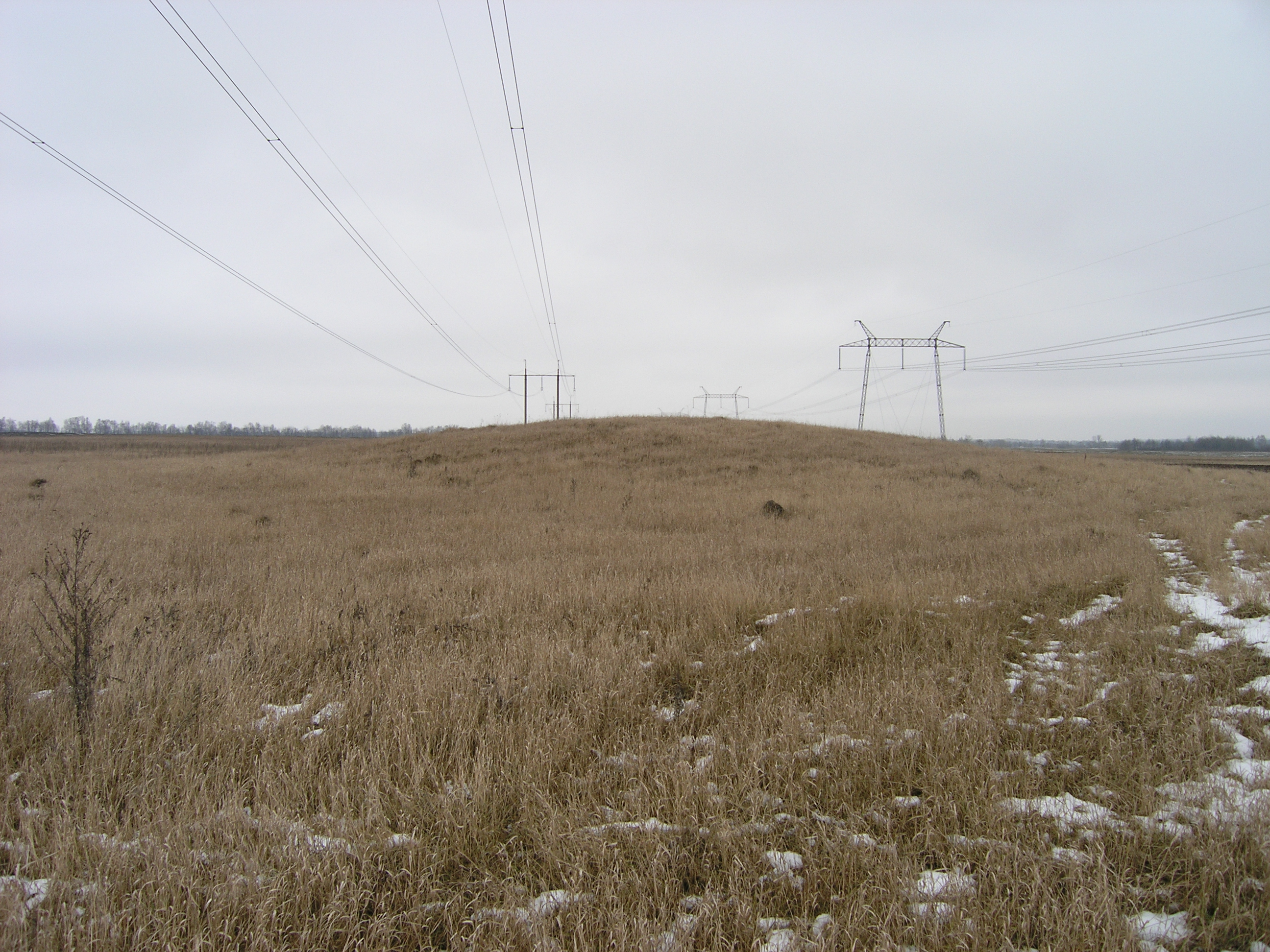
Скіфський курган
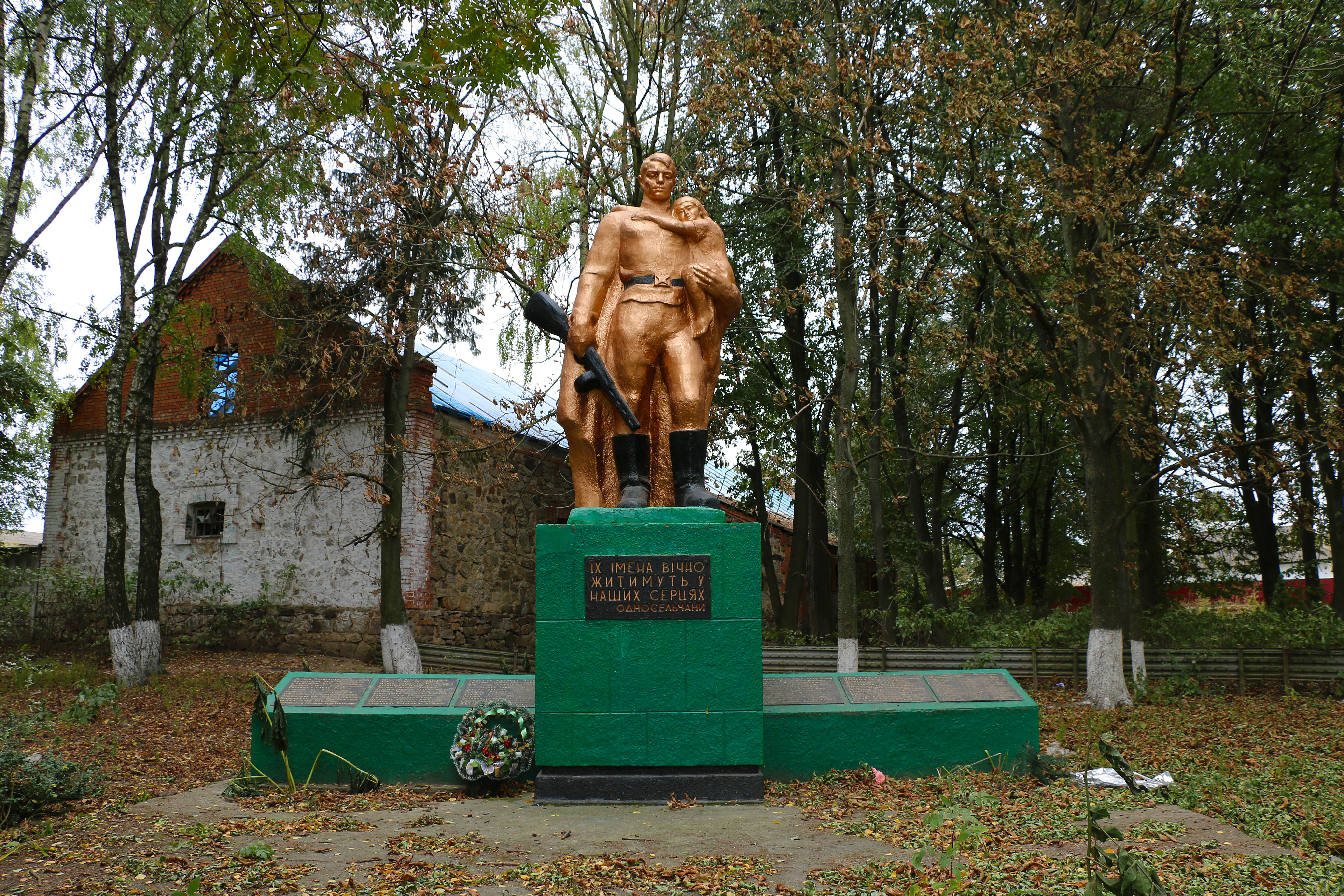
Пам'ятник воїнам-односельчанам